# Pilea herniarioides
Pilea herniarioides är en nässelväxtart som först beskrevs av Olof Swartz, och fick sitt nu gällande namn av John Lindley. Pilea herniarioides ingår i släktet pileor, och familjen nässelväxter. Inga underarter finns listade i Catalogue of Life.

## Bildgalleri

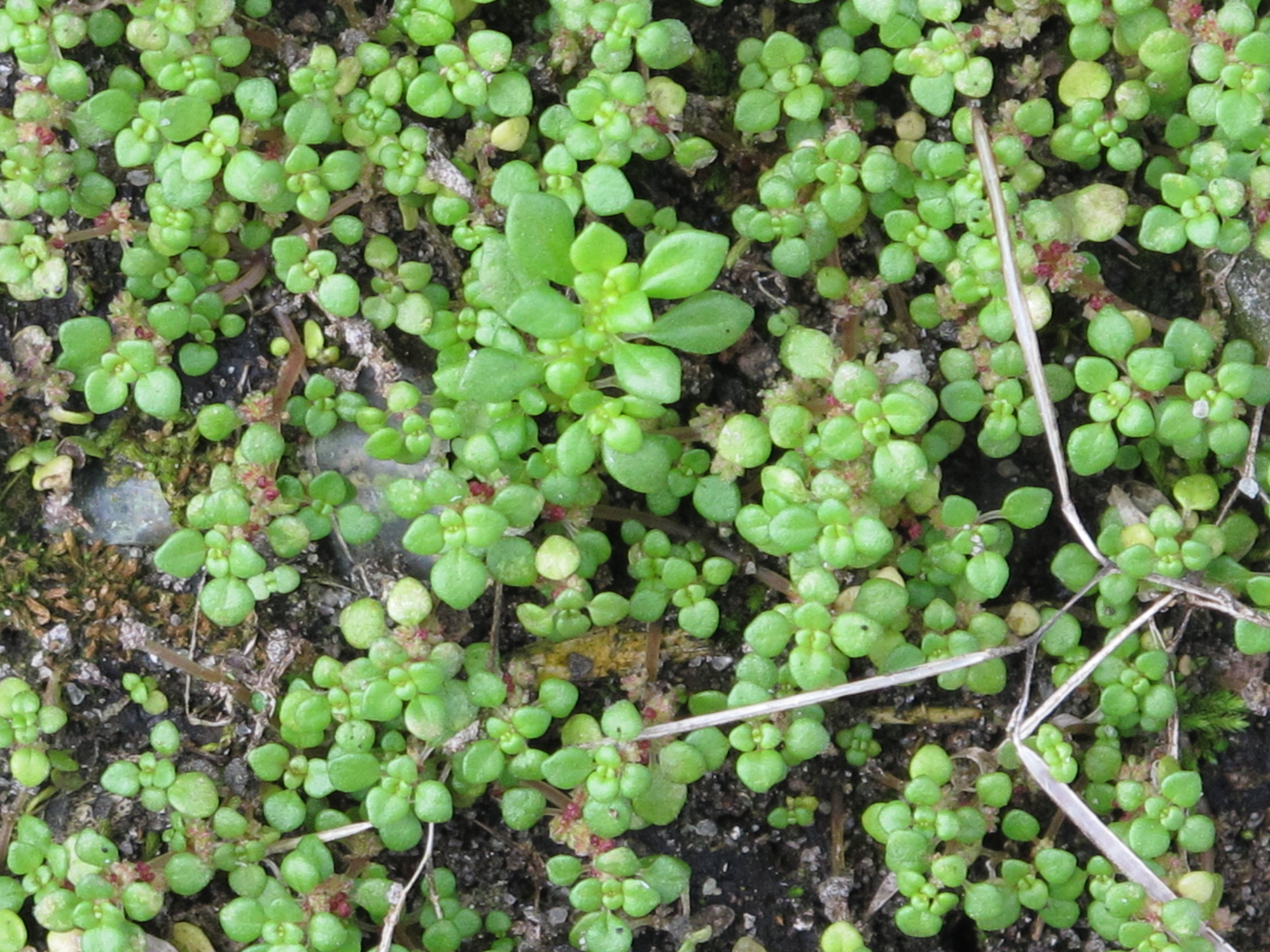